# ATAK
Georg Barber, conocido como ATAK, (Fráncfort del Óder, 10 de agosto de 1967) es un historietista alemán.

## Vida
En 1989 fundó junto con CX Huth, Peter Bauer y Holger Lau la revista y el grupo de historietistas Renate. Estudió comunicación visual en la Universidad de las Artes de Berlín. Se han expuesto sus trabajos en ciudades como París, Helsinki, Estocolmo, Liubliana o Zúrich.
En 1999 presentó exposiciones en las galerías Schuster und Scheuermann y Shining Labor en Berlín, y ha participado en exposiciones colectivas, como Mutanten – Die deutschsprachige Comic-Avantgarde der 90er Jahre, en Düsseldorf.
En 2004 dio clases durante un año de cómic e ilustración en la Hochschule für Angewandte Wissenschaften Hamburg. Desde el semestre de invierno de 2008 es profesor visitante de ilustración en la Burg Giebichenstein Kunsthochschule Halle. Reside y trabaja como artista independiente en Berlín, y se centra en dibujar ilustraciones para niños.

## Publicaciones
- ATAK the Flowers of Romance (1992)
- Alice, küss den Mond, bevor er schläft (1994)
- Wondertüte 1
- Wondertüte 2 (1998)
- Wondertüte 3 (1998)
- Wondertüte 4 (1999)
- Wondertüte 5/6 (2000)
- Ada (2005)
- King Kong und die NATO (2002)
- Wondertüte 7 (2002)
- Wondertüte 8 (2002)
- con Ahne: ATAK vs. AHNE (2002)
- Klassenfahrt (2005)
- Kub (2008)
- con Philip Tägert: Der Struwwelpeter: Lustige Geschichten und drollige Bilder frei nach Heinrich Hoffmann (2009)
- Verrückte Welt (2009)
- Der geheimnisvolle Fremde (2012)
- the garden (2013)

## Exposiciones
- 1991: Galerie Seelow, Berlín. Where is Rudolph
- 1992: Odersign Galerie, Fráncfort del Óder. ATAK - The Flowers of Romance
- 1994: Museum Eisenhüttenstadt X94, Eisenhüttenstadt. ATAK's Wunderzimmer
- 1994: Akademie der Künste, Berlín. ATAK's Wunderzimmer
- 1995: Galerie Grober Unfug, Berlín. 324290 cm2 voll Pilzköpfe, Superkings.
- 1996: Wiederhold & Mink, Berlín. ATAK's Tier-, Book- und Postershop
- 1997: Un Regard Moderne, París. Liberté à quatre sous
- 1997: Galerie Haus Schwarzenberg, Berlín. Freakshow
- 1997: Selve, Thun (Schweiz). Freakshow
- 1998: Galerie Pipifax, Zürich. The Toy Box
- 1998: Galeroe SSK, Berlín. The Toy Box
- 1999: PS1, Nueva York. Children of Berlin
- 1999: NRW-Forum Kultur und Wissenschaft, Düsseldorf. Mutanten. Die deutschsprachige Comic-Avantgarde
- 1999: Galerie Shining, Berlín. Pop-Stille
- 1999: Galerie Himmelsreich, Magdeburgo. Familienbibliothek
- 1999: Alagalleria, Helsinki. The Toy Box
- 1999: Galerie Schuster & Scheuermann, Berlín. Märzikonen: Blumen, Bücher & Superhelden
- 2000: Arts Factory, Paris (Frankreich). Alice
- 2000: Salava di Bologna, Bologna (Italien). underground: europa chiama america
- 2000: Liubliana. The Toy Box
- 2001: Galerie Schuster & Scheuermann, Berlín. Bastian vs. ATAK
- 2001: Kunsthalle Osnabrück, Osnabrück. Einführung in die Popkultur, Lektion II: Comic für Anfänger
- 2001: Galerie Wilfried von Gunten, Thun. Die Welt in 9 Comicheften
- 2001: Kulturforum Luzern, Lucerna. Meisterwerke der Popkultur, Vol.II
- 2002: Neurotitan, Berlín. White Trash Carnival
- 2002: Galerie Streitenfeld, Oberursel. Alice
- 2003: Shining Labor, Berlín. ATAK - The Best of
- 2003: Salao Lisboa, Lisboa. The Toy Box
- 2003: Galerie Streitenfeld, Oberursel. Fup & Old School
- 2003: Deutsches Haus, Nueva York. Neue Illustration - The Book And Poster Art Of Eleven German Illustrators
- 2004: Kulturhuset Stockholm, Estocolmo. The Toy Box
- 2004: Myymälä2, Helsinki. Old School
- 2004: Arts Factory, París. Targets For The Modern Home
- 2005: Verkligheten, Umea. Greetings from Berlin
- 2005: Estocolmo. Stockholm Art Fair
- 2008: Kunstverein Rüsselsheim. ATAK - Künstler und Illustrator
- 2009: caricatura museum frankfurt. SUPERPETER (junto con Fil)
- 2009: Galerie bongoût, Berlín. ATAK vs. Blexbolex (junto con Blexbolex)